# August Weltzien
August Weltzien (* 27. August 1887 in Berlin; † 28. Februar 1971 ebenda) war ein deutscher Jurist, Ministerialbeamter und parteiloser Politiker. Er war von 1958 bis 1959 Senator für Finanzen in Berlin.

## Leben

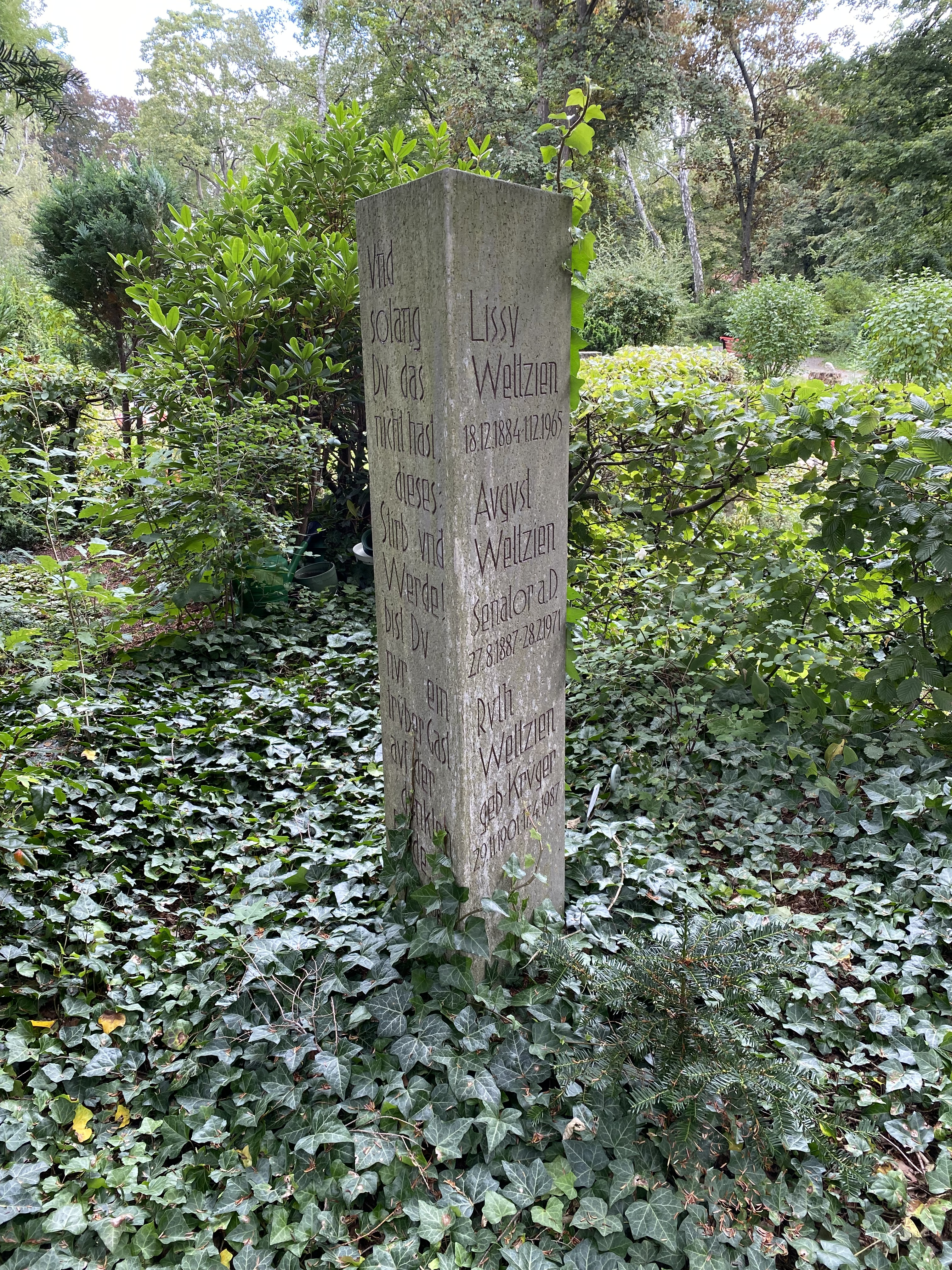
Grabstätte im Feld 007-633

Der Sohn des Mathematikers Carl Weltzien besuchte das Gymnasium in Berlin-Zehlendorf und absolvierte im Anschluss ein Studium der Rechtswissenschaft an den Universitäten in Berlin und München. Er legte beide juristischen Staatsprüfungen ab, trat 1919 in die Finanzverwaltung ein und wurde 1920 zum Regierungsrat befördert. Ab 1922 war er im Rang eines Ministerialrates Referent für Einkommensteuer im Reichsfinanzministerium. 1933 wurde er zum Oberregierungsrat herabgestuft und an das Landesfinanzamt Berlin-Brandenburg versetzt.
Nach dem Zweiten Weltkrieg wurde Weltzien als Beamter in der Finanzverwaltung übernommen und kommissarisch als Oberfinanzpräsident eingesetzt. Er fungierte von 1946 bis 1957 als Präsident des Landesfinanzamtes Berlin und ab 1951 gleichzeitig als Senatsdirektor (Stellvertreter des Senators) in der Berliner Senatsverwaltung für Finanzen. Nach dem Rücktritt von Friedrich Haas war er vom 2. Juli 1958 bis zum 15. Januar 1959 als Kandidat der CDU Finanzsenator im ersten Senat Brandt.
Weltzien hatte diverse Aufsichtsratsmandate inne, unter anderem war er um 1970 Mitglied des Aufsichtsrates der Vorsorge Lebensversicherung AG mit Sitz in Berlin.
Er war seit 1951 verheiratet mit Ruth, geborene Krüger (1901–1987).
August Weltzien starb 1971 im Alter von 83 Jahren in Berlin. Sein Grab befindet sich auf dem Friedhof Zehlendorf.

## Ehrungen und Auszeichnungen
- 1957: Großes Verdienstkreuz der Bundesrepublik Deutschland